# سلول بنیادی جنینی

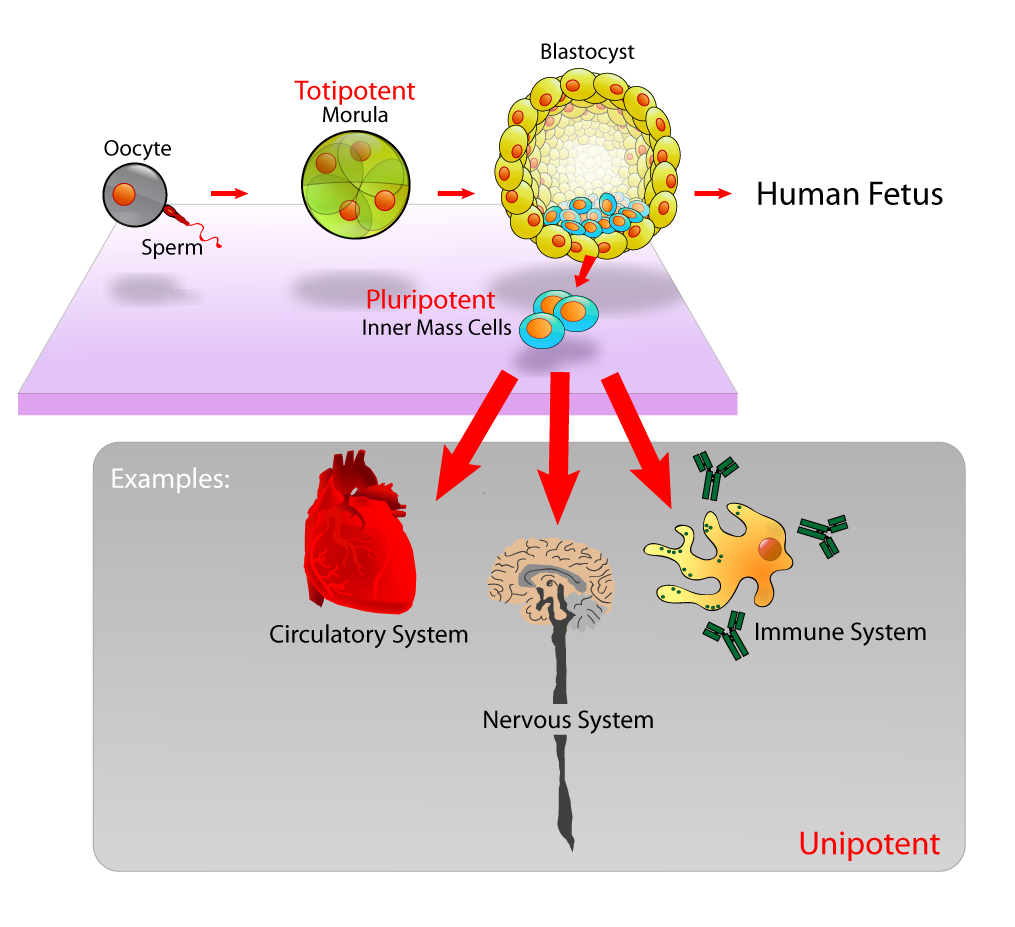
(چندتوان Pluripotent): یاخته‌های بنیادی رویانی دارای آمادگی چندتوانی هستند و می‌توانند به صورت هرگونه یاخته‌ای؛ به جز یاخته‌های جُفت، پرورش یابند. تنها یاخته‌های بنیادی رویانی توتاله (مورولا morula) هستند که (همه‌توان totipotent): دارای استعداد و آمادگی همه‌توانی هستند؛ که یاخته‌های جُفت را نیز شامل می‌شود.

یاخته‌های بنیادی رویانی (به انگلیسی: Embryonic stem cell)، یا (ای‌اس ES) بن‌یاخته‌هایی هستند که از تودهٔ یاخته‌ای درونی بلاستوسیستِ یک مرحلۀ ابتدایی رویانی پیش از لانه‌گزینی، به دست می‌آیند. رویان انسان در ۴ تا ۵ روز بعد از بارورش به مرحلهٔ بلاستوسیست می‌رسد؛ که در آن زمان آن‌ها از ۵۰ تا ۱۵۰ یاخته تشکیل شده‌اند.

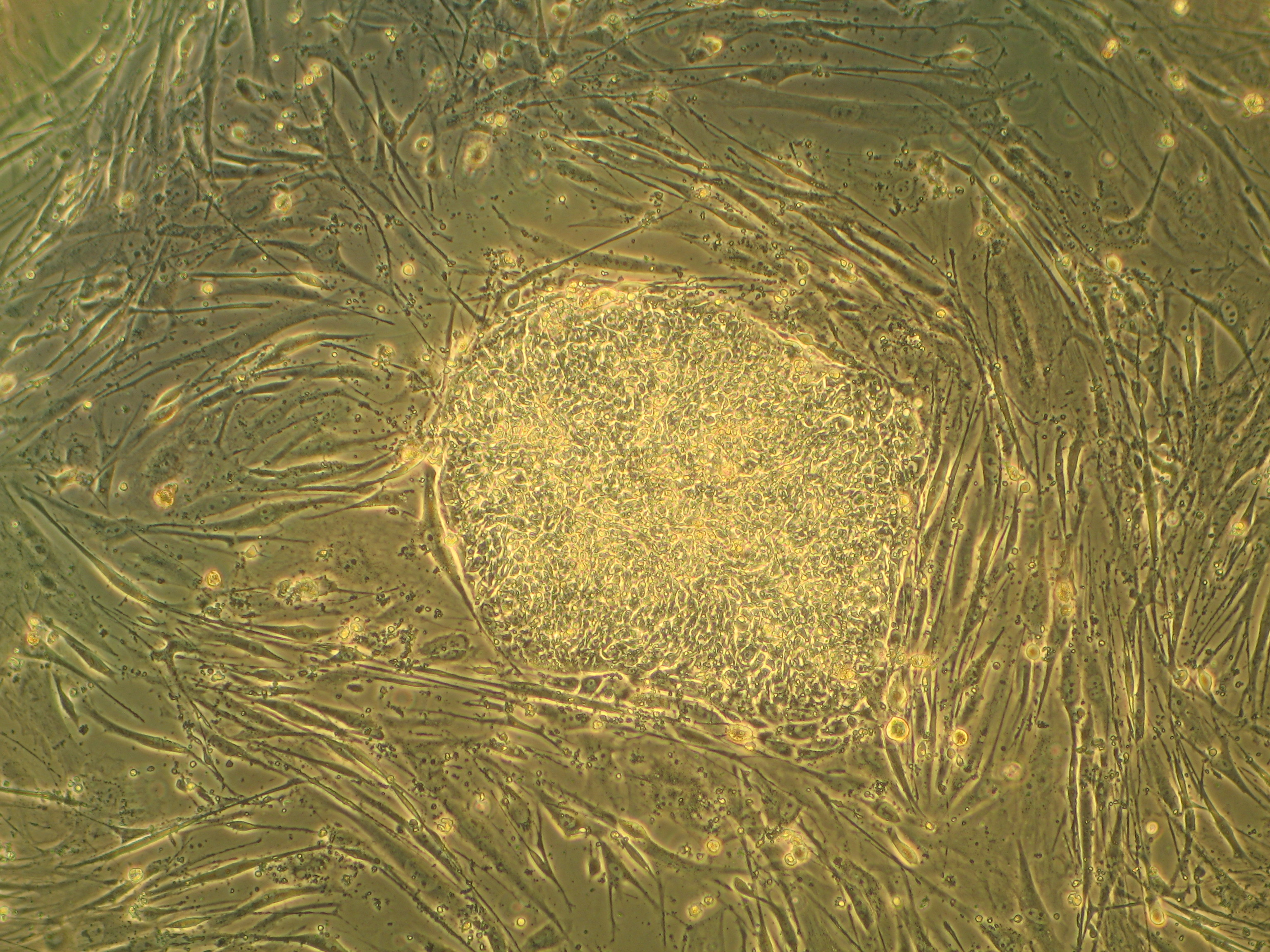
یاخته‌های بنیادی رویانی انسان در کشت یاخته

منزوی‌ساختن رویان‌تَنده (embryoblast) یا تودهٔ یاخته‌ای درونی (آی‌سی‌ام ICM) به تخریب بلاستوسیست منجر می‌شود، که به مطرح‌شدن مسائل اخلاقی، از جمله این که آیا رویان در مرحلهٔ پیش‌کاشت باید از نظر وضعیت اخلاقی یا حقوقی، به همان صورت وجود توسعه‌یافته‌تر انسان در نظر گرفته‌شود یا نه، می‌انجامد.
یاخته‌های بنیادی رویانی انسان اندازه‌ای کم و بیش نزدیک به ۱۴ میکرومتر دارند در صورتی که یاخته‌های بنیادی رویانی موش به ۸ میکرون نزدیک‌تر است.

## ویژگی‌ها
یاخته‌های بنیادی رویانی، از مرحلهٔ نخستِ بلاستوسیستِ رویانِ پستانداران به دست می‌آیند، استعداد و توانایی آن‌ها به تمایز و تبدیل به هر گونه یاخته، و توان آن‌ها برای انتشار و زادآوری، ویژه و چشم‌گیر است. ویژگی‌های یاخته‌های بنیادی رویانی شامل داشتن کاریوتیپ معمول، حفظ فعالیت تلومرازی بالا، و نمایش قابل توجه و بلند مدت توان تکثیر می‌باشد.

#### پرتوانی
یاخته‌های بنیادی رویانی حاصل از تودۀ یاخته‌ای درونی، پرتوان بوده، می‌توانند تمایز یافته و اکتودرم ابتدایی را تولید کنند که در نهایت در طول گاسترولاسیون به همه اجزای سه لایۀ جوانه شامل اکتودرم، مزودرم و اندودرم تمایز می‌یابند. این سه لایه بیشتر از ۲۲۰ گونه یاخته را در بدن بزرگسالان تشکیل می‌دهند.
به عبارتی یاخته‌های بنیادی رویانی از یاخته‌های بنیادی بالغ که در بزرگسالان وجود دارند، توسط خاصیت پرتوانی متمایز می‌شوند. در حالی که، یاخته‌های بنیادی رویانی می‌توانند انواع یاخته‌ها را ایجاد کنند، یاخته‌های بنیادی بزرگسال چندتوان بوده و می‌توانند تنها تعداد محدودی از انواع یاخته‌ای را تولید کنند.
چنانچه بتوانیم پتانسیل پرتوانی یاخته‌های بنیادی رویانی (تمایز به انواع یاخته‌ها) را به صورت برون تنی تحت کنترل درآوریم ممکن است بتوان از این یاخته‌ها به عنوان وسیله‌ای برای ایجاد انواع یاخته‌ها یا انواع بافت‌های مورد نیاز استفاده کرد در این صورت یک روش درمانی جدید برای دامنه وسیعی از عوامل آسیب‌رسان به بافت‌ها همچون افزایش سن، برخی بیماری‌ها یا آسیب‌هایی که منجر به صدمه بافتی می‌شوند، فراهم می‌سازد.

### تکثیر
یاخته‌های بنیادی رویانی قادرند تحت شرایط مشخصی به شکل نامحدود و به صورت تمایز نیافته تکثیر شوند چنین ظرفیتی تا زمان دریافت پیام‌هایی که حاکی از فراهم بودن شرایط تمایز است، ادامه می‌یابد. این قدرت تکثیر به یاخته‌های بنیادی رویانی اجازه می‌دهد که به عنوان ابزاری مفید برای پژوهش‌ها و پزشکی بازساختی استفاده شوند.

## فایده‌ها
به دلیل انعطاف‌پذیری و ظرفیت نامحدود و بالای خودنوزایی این یاخته‌ها، درمان با استفاده از یاخته‌های بنیادی رویانی برای پزشکی بازساختی و جایگزینی بافت‌ها پس از جراحت بافت‌ها یا بیماری مطرح شده است.
بیماری‌های همچون برخی از بیماری‌های ژنتیکی مرتبط با دستگاه ایمنی و خون، سرطان‌ها و اختلال‌ها، دیابت کودکی، پارکینسون، کوری و آسیبی‌های نخاعی از جمله بیماری‌هایی هستند که به شکل بالقوه به وسیلهٔ یاخته‌های بنیادی پرتوان درمان شده‌اند.
علاوه بر نگرانی‌های اخلاقی موجود در ارتباط با درمان با استفاده از یاخته‌های بنیادی، مشکلات فنی مرتبط با رد پیوند یاخته‌های بنیادی آلوژنیک در میزبان نیز وجود دارد. با این حال مشکلات مرتبط با سازگاری بافتی را ممکن است بتوان با استفاده از یاخته‌های بنیادی بزرگسال دهندۀ اتولوگ یا همسانه‌درمانی حل نمود. از دیگر کاربردهای بالقوه یاخته‌های بنیادی رویانی می‌توان به امکان بررسی مراحل اولیۀ تکوین انسان، مطالعه بیماری‌های ژنتیکی و مطالعات سم‌شناسی اشاره نمود.

## کاربردها

#### کاربردهای بالقوه در استفاده‌های بالینی
طبق یک مقاله ۲۰۰۲ در PNAS، یاخته‌های بنیادی رویانی انسان پتانسیل تمایز به انواع مختلف از یاخته‌ها را دارند و بنابراین ممکن است به عنوان یک منبع یاخته‌ای برای پیوند زدن یا مهندسی بافت مفید باشند.
پژوهش‌های حاضر بر روی تمایز ES به دامنه وسیعی از انواع یاخته‌ها برای درمان‌های جایگزین سلولی متمرکز شده‌اند. کاردینومیست‌ها (CM)، نورون‌ها، یاخته‌های جگری، یاخته‌های مغزِ استخوان، یاخته‌های جزیره‌ای و یاخته‌های اندوتلیال از جمله یاخته‌هایی هستند که از طریق تمایز یاخته‌های بنیادی رویانی بدست آمده‌اند. با این حال اشتقاق چنین یاخته‌هایی از ESCs بدون مانع نبوده و از این رو تحقیقات حاضر بر روی غلبه بر این موانع متمرکز شده‌اند.
مطالعات انجام شده در زمینهٔ سم‌شناسی نشان داده‌اند که کاردیومیست‌های مشتق شده از ES مدل‌های برون تنی منبع معتبری برای سنجش پاسخ‌های دارویی و پیش‌بینی پروفایل محرک‌های دارویی بوده و از این رو می‌توانند برای ارزیابی سمیت‌های قلبی استفاده شوند. همچنین یاخته‌های جگری مشتق شده از ES مدل‌های مفیدی هستند که توانسته‌اند در مراحل پیش‌بالینی کشف دارو استفاده شوند.
پژوهشگران همچنین بر روی تمایز ES به یاخته‌های تولیدکننده دوپامین به امید استفاده از این نورون‌ها در درمان بیماری پارکینسون متمرکز شده‌اند.
به‌تازگی، نیز توسعه ESهای حاصل از انتقال هستۀ یاختۀ پیکری یاخته‌های غلاف‌دارشده بویایی به یک تخمک سالم برای بیماری‌های تحلیل برنده اعصاب استفاده می‌شود. همچنین ESها می‌توانند به یاخته‌های کشنده طبیعی و مغز استخوان تمایز یابند. استفاد دیگر از ESها برای ارائه درمان جایگزین دیابت است.

#### یاخته‌های بنیادی رویانی انسانی به عنوان مدل اختلال‌های ژنتیکی
در این زمینه مطالعات متعددی انجام شده است. مطالعات به وسیلهٔ دست‌ورزی ژنتیکی یاخته‌ها یا به وسیلهٔ استخراج رده‌های یاخته‌ای بیمار که با بررسی ژنتیکی یاخته‌ها پیش از تولد شناسایی شده‌اند صورت می‌گیرد.
دانشمندان تکنیک جدیدی برای استخراج یاخته‌های بنیادی رویانی انسان، رده‌های ESC نرمال از منابع مختلف رویانی شامل موروبلاست‌ها کشف کرده‌اند. این یافته‌ها به پژوهشگران اجازه می‌دهد که ردۀ ESC را از رویان‌هایی که اختلال‌های ژنتیکی متعددی دارند ساخته و بدین ترتیب به تشخیص در سطح مولکولی سازوکارهای مسدود شده و عامل بیماری دست یابند. چنین رده‌هایی که از رویان‌هایی با ناهنجاری‌های کروموزومی و ژنتیکی سرچشمه می‌گیرند، اطلاعات مفیدی را برای فهم مسیرهای منجر به نقص‌های ژنتیکی فراهم می‌سازند.

#### ترمیم آسیب‌های DNA
به دلیل اینکه یاخته‌های ES می‌توانند به انواع یاخته‌های یک جاندار تبدیل شوند جهش و معیوب شدن DNA در این یاخته‌ها یک مشکل جدّی خواهد بود، بنابراین سازوکارهای متعددی برای ترمیم خسارت‌های وارد شده به DNA در چنین یاخته‌هایی وجود دارد.

## اثرهای منفی یاخته‌های بنیادی رویانی
با توجه به قدرت تکثیر بالای این یاخته‌ها، نگرانی اصلی در مورد پیوند ES به بیماران برای درمان، توانایی آن‌ها برای تشکیل تومور از جمله تروما است. راهکار اصلی برای افزایش ایمنی ESC در کاربردهای بالینی بالقوه تمایز دادن یاخته‌ها به انواع یاخته‌های خاص (برای نمونه یاخته‌های جگری) است که توانایی ایجاد تومور را کاهش یا حذف می‌کند.